# Пересветово (Смоленская область)
Пересве́тово — деревня в Смоленской области России, в Кардымовском районе. Население — 28 жителей (2007 год). Расположена в центральной части области в 6 км к югу от Кардымова, в 1 км южнее от станции Пересветово на железнодорожной ветке Смоленск — Москва. Входит в состав Тюшинского сельского поселения.

## История
В переписи населённых мест Смоленской губернии от 1859 года деревня отсутствует. В 1904 году владельческая усадьба, входит в составе Цуриковской волости Смоленского уезда, 8 дворов, 11 жителей. В своё время принадлежало Е. Е. Пересветовой. Во второй половине XIX века их род прервался. Перед 1917 годом усадьба принадлежала З. П. Ельчаникову и помещикам Яблонским.

## Экономика
Сельский клуб, библиотека (закрыты примерно в 2007 году).